# María (novela)
Maria es una novela de Jorge Isaacs. Se publicó en el año de 1867 y se inscribe  dentro del romanticismo.
Por su tema y estructura conserva todas las características de la novela sentimental que en Francia había llegado a su apogeo con Atala de Chateaubriand y Pablo y Virginia de Saint Pierre. La novela presenta muchos aspectos asimilados de sus modelos franceses; pero su gran originalidad consiste en que sitúa por primera vez el idilio romántico en el ambiente real de la naturaleza americana.
El eje central de la novela es la relación de los desdichados amores de dos adolescentes: Efraín, hacendado en la región del Cauca, y su hermana adoptiva Maria. Este idilio va a tener como marco el bucólico ambiente natural de esa región colombiana. Esta fue traducida en 31 idiomas y contó con 14 ediciones en México.

## Maríaen la novelística hispanoamericana
El romanticismo marca el florecimiento de la novela, que se cultiva especialmente en México, Chile y Argentina. Sus numerosas manifestaciones abarcan novelas históricas, político-sociales y sentimentales. Sin embargo, es en Colombia donde aparece la novela romántica más exitosa, María, de Jorge Isaacs, que responde a las características de la novela sentimental:
- Relato en primera persona.
- Adopción de la forma de un libro de memorias.
- Título con el nombre de la protagonista.
- Asunto que desarrolla las alternativas de un amor casto e imposible.
- Protagonistas signados por el dolor, la separación y la muerte.
- Hechos que se desenvuelven en un marco natural, que acompaña con sus mutaciones los vaivenes del idilio.

A Samuel Richardson (1689-1761), novelista inglés prerromántico, se lo señala como creador de la especie. Su Pamela o la virtud recompensada (1740) inauguró una larga serie: La nueva Eloísa (1761), de Rousseau (1712-1778), Die Leiden des jungen Werthers (1774), de Goethe (1749-1832); Paul et Virginie, de Saint-Pierre (1737–1814); Atala (1801), de Chateaubriand (1768-1848) y Graziella (1852) de Lamartine (1790-1869). Estas últimas influyen en María, como se desprende de los evidentes paralelismos que existen entre sus respectivos protagonistas, en cuanto a carácter y destino. Por otra parte, el propio autor lo indica, al presentar a María y Efraín leyendo la novela de Chateaubriand, y adivinando, a través de ella, su propio destino.

## Estructura de la novela

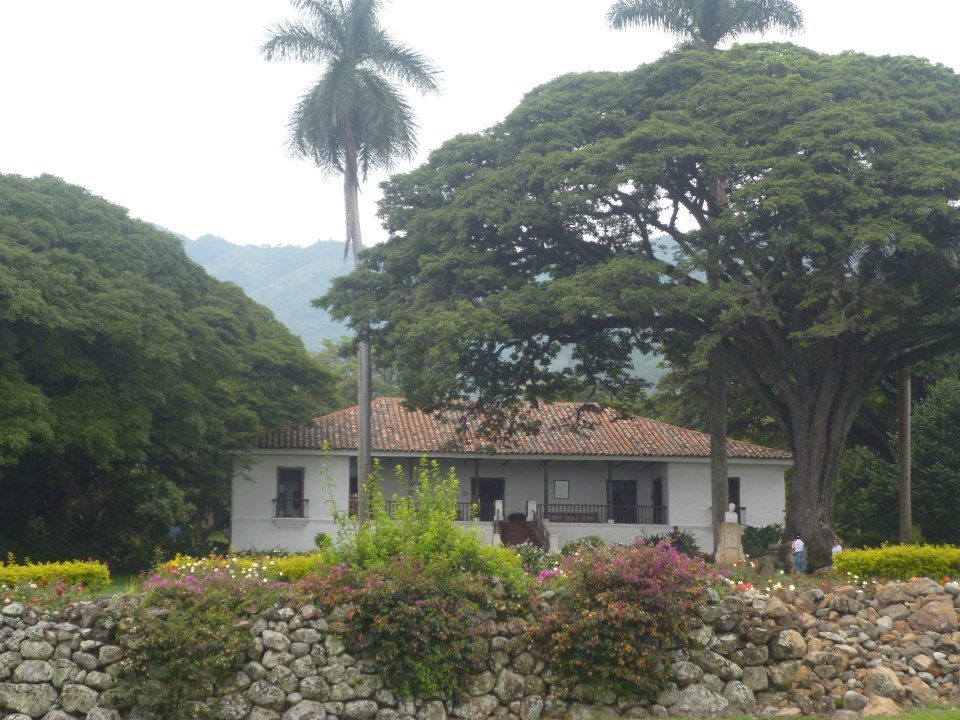
Hacienda El Paraíso donde se desarrolla la novela, ubicada en El Cerrito

La novela consta de sesenta y cinco capítulos. Los precede una dedicatoria, «a los hermanos de Efraín», en la que el autor, oculto tras la figura de quien ejecuta un encargo, presenta los hechos como ocurridos tiempo atrás. Anticipa, asimismo, el final del protagonista —«a quien tanto amasteis y que ya no existe»— y subraya el carácter doliente de la obra:

[…] ¡si suspendéis la lectura para llorar, ese llanto me probará que la [misión] he cumplido fielmente!

Estas palabras apuntan a saber que no es bueno saber que presentar la novela como documento de una realidad vivida. Aspecto este último al que también contribuyeron el uso de la primera persona narrativa y la intercalación de numerosos pasajes autobiográficos.
Puede afirmarse que el hilo conductor de la materia novelada se da en la historia sentimental de María y Efraín, verdadero ejemplo de amor idílico. En este primer nivel de la narración, se entrelazan las descripciones de los ambientes en los que se desarrolla la trama: la naturaleza del Valle del Cauca (espacio abierto), y las características arquitectónicas de El Paraíso, la hacienda de los Isaacs (espacio cerrado). Sus secuencias configuran un triple recorrido por un mundo real, pero idealizado.
Recorrido nostálgico que actualiza el idilio, el espacio abierto y el cerrado, y cuyo final reelabora el "mito" primordial del Edén perdido, objetivado, en este caso, por la pérdida del hogar paterno, de la amada y del paisaje paradisíaco.
Sobre esta línea narrativa de base se engarzan una serie de microrrelatos, muchos de carácter costumbrista; en su gran mayoría, cortas historias de amor, cuyos avatares duplican los vividos por Efraín y María. Así ocurre con el noviazgo y la boda de Braulio y Tránsito (Cap. XXXV), con la de Bruno y Remigia (Cap. V), y, especialmente, con la historia de Nay (Feliciana) y Sinar (Cap. XL), señalada con justicia como ejemplo del exotismo romántico.

[…] ya por afinidad, ya por contraste, cada una de esas historias oficia de resonador para el idilio principal: incluso la más desarrollada de ellas participa de parecidas formas de frustración, aunque distribuidas de otro modo —la historia de Feliciana contiene la separación y la muerte—, y también opera en ella el motivo de la conversión religiosa y el de la orfandad necesitada de protección familiar —Juan Ángel tras la muerte de su madre—, como duplicaciones del origen biográfico de Esther-María.
Nicolás Bratosevich

Otros, como la caza del tigre (Cap. XXI), y la del ciervo (Cap. XXV), contribuyen a subrayar lo costumbrista al resaltar las virtudes de Efraín.

## Adaptaciones

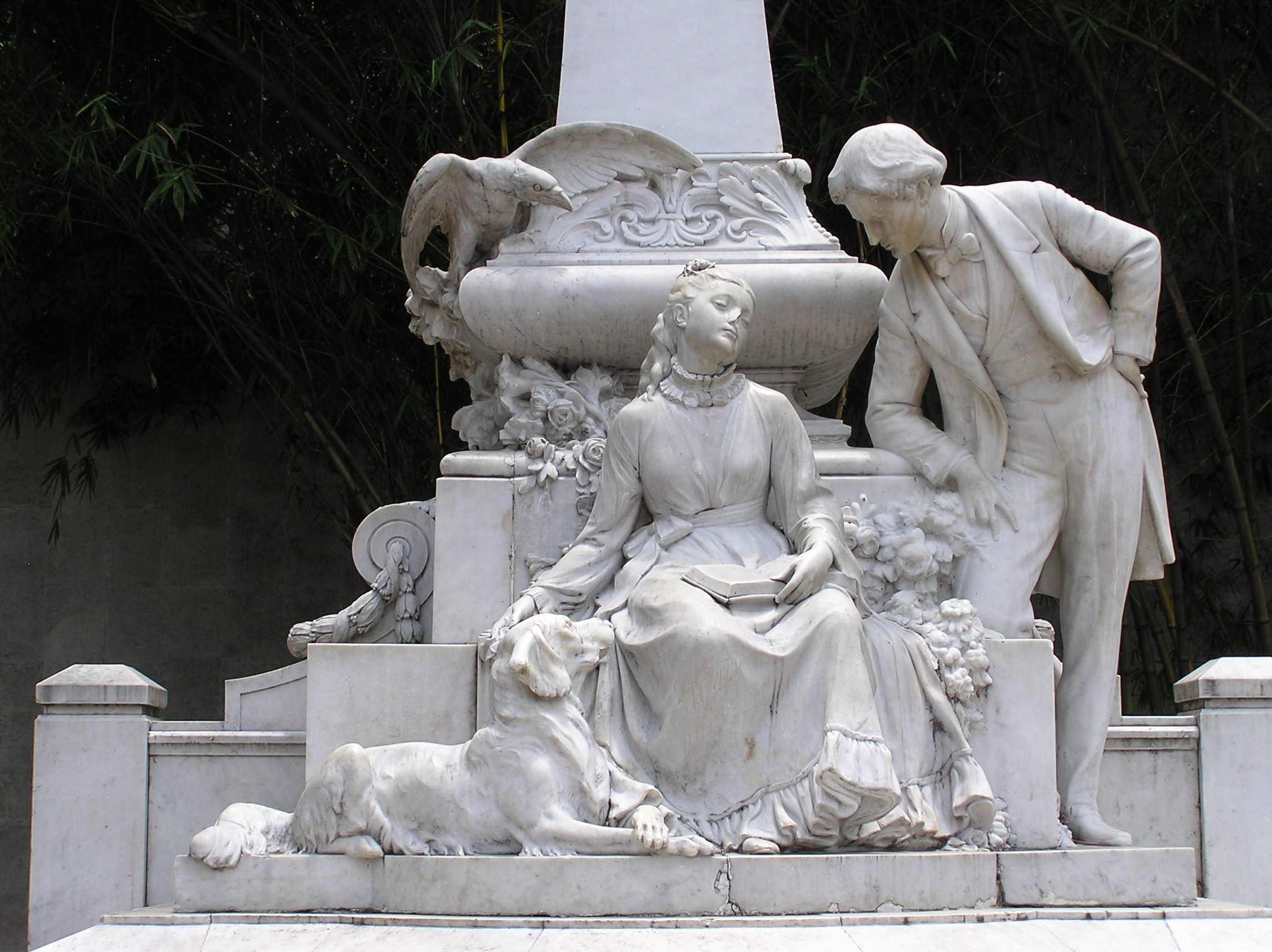
Representación de los protagonistas de María como parte del monumento en homenaje a Jorge Isaacs. en Santiago de Cali

La historia de amor de Efraín y María ha sido adaptada repetidas veces para el cine, el teatro y la televisión, así como ha inspirado espectáculos de ballet. Según la Fundación patrimonio fílmico colombiano las principales adaptaciones audiovisuales de la novela son hasta el momento las siguientes:
1. 1918, México, Rafael Bermúdez Zataraín
2. 1922, Colombia, Máximo Calvo y Alfredo del Diestro
3. 1938, México, Chano Urueta
4. 1956, Colombia, Bernardo Romero Lozano
5. 1966, Colombia, Enrique Grau
6. 1970, Colombia, Alfonso Castro Martínez
7. 1972, Colombia, México, Tito Davison
8. 1972, Colombia, Luis Eduardo Gutiérrez
9. 1985, Colombia, En busca de María, Jorge Nieto y Luis Ospina
10. 1988, Colombia, telenovela, Juan Fernando Gutiérrez
11. 1991, Colombia, serie de tv, Lisandro Duque Naranjo con libreto de Gabriel García Márquez producida por RCN Televisión para Cadena 2.
12. 1995, Colombia, María Ballet, Pepe Bayona

Igualmente en 1903 fue estrenada en Medellín la versión en ópera con música de Gonzalo Vidal y ha tenido varias adaptaciones radiales como la  realizada con libreto de Bernardo Romero Lozano.
En 1991 fue adaptada para TV por el premio Nobel de literatura Gabriel García Márquez y dirigida por Lisandro Duque Naranjo. Protagonizada por Victoria Góngora, Luis Fernando Hoyos, Alejandra Borrero y Julio Medina; producida en 1991 por RCN Televisión y emitida semanalmente en la Cadena 2. 
https://es.wikipedia.org/wiki/Mar%C3%ADa_(miniserie)